# 恩县
恩县，中国山东省的古旧县名。
明洪武二年（1369年）降恩州为县，属高唐州。洪武七年（1374年）七月，县治迁移至许官店，在今平原县恩城镇境。成化年间修建的文昌阁保存至今。清属东昌府，考评：冲、繁、疲、难。1956年3月，撤消恩县，划归平原、夏津和武城三县，其中县城和县东部划入平原县。